# Joaquin Buckley
Joaquin Yuconri Buckley, né le 27 avril 1994 à Saint-Louis dans le Missouri aux États-Unis est un pratiquant américain  d'arts martiaux mixtes (MMA). Il combat dans la catégorie des poids mi-moyens à l'Ultimate Fighting Championship, où il est actuellement classé 7e.